# Honor zabójcy
Honor zabójcy (ang. Silent Trigger) – kanadyjsko-brytyjski film sensacyjny z 1996 roku w reżyserii Russella Mulcahy'ego. Wyprodukowany został przez Buena Vista. Zdjęcia kręcono w Montrealu.

## Opis fabuły
Były żołnierz Waxman (Dolph Lundgren) pracuje dla tajnej agencji rządowej jako zamachowiec. Kiedy jedna z jego sekretnych misji kończy się niepowodzeniem, jego życie jest w niebezpieczeństwie. Każdy krok mężczyzny śledzi nowy ochroniarz sił specjalnych, Klein (Conrad Dunn).

## Obsada
- Dolph Lundgren jako Waxman
- Gina Bellman jako Clegg
- Conrad Dunn jako Klein
- Christopher Heyerdahl jako O'Hara